# Raja velezi
Raja velezi е вид акула от семейство Морски лисици (Rajidae).

## Разпространение и местообитание
Видът е разпространен в Галапагоски острови, Гватемала, Еквадор, Колумбия, Коста Рика, Мексико, Никарагуа, Панама, Перу, Салвадор и САЩ.
Среща се на дълбочина от 15 до 271,8 m, при температура на водата от 12,9 до 14,3 °C и соленост 34,9 – 35 ‰.

## Описание
На дължина достигат до 83 cm.